# Kłoda Górowska
Kłoda Górowska – wieś w Polsce położona w województwie dolnośląskim, w powiecie górowskim, w gminie Góra.

## Podział administracyjny
W latach 1975–1998 miejscowość administracyjnie należała do województwa leszczyńskiego.

## Zabytki
Do wojewódzkiego rejestru zabytków wpisane są obiekty:
- zespół pałacowy i folwarczny, z drugiej połowy XIX wieku:
  - pałac
  - park
  - cmentarz (w parku)
  - kaplica
  - kapliczka przydrożna
  - dwa budynki mieszkalne
  - obora
  - budynek gospodarczy